# Кікіктарджуак
Кікіктаржак (англ. Qikiqtarjuaq (до 1 листопада 1988 року мало назву Бротон-Айленд англ. Broughton Island), інуктитут Qikiqtarjuaq, ᕿᑭᖅᑕᕐᔪᐊᖅ  ) - село у Канаді у регіоні Кікіктаалук території Нунавут на острові Бротон біля північного узбережжя Баффінової Землі. Населення села становить 520 людей за переписом 2011 року. 
У селі є аеропорт. 

## Клімат
Місто знаходиться у зоні, котра характеризується кліматом полярних пустель. Найтепліший місяць — липень із середньою температурою 5.6 °C (42 °F). Найхолодніший місяць — лютий, із середньою температурою -28.3 °С (-19 °F).
| Клімат Кікіктаржака     | Клімат Кікіктаржака | Клімат Кікіктаржака | Клімат Кікіктаржака | Клімат Кікіктаржака | Клімат Кікіктаржака | Клімат Кікіктаржака | Клімат Кікіктаржака | Клімат Кікіктаржака | Клімат Кікіктаржака | Клімат Кікіктаржака | Клімат Кікіктаржака | Клімат Кікіктаржака | Клімат Кікіктаржака |
| Показник                | Січ.                | Лют.                | Бер.                | Квіт.               | Трав.               | Черв.               | Лип.                | Серп.               | Вер.                | Жовт.               | Лист.               | Груд.               | Рік                 |
| Абсолютний максимум, °C | 0                   | −7                  | −2                  | 6                   | 8                   | 13                  | 22                  | 17                  | 16                  | 11                  | 6                   | 0                   | 22                  |
| Середній максимум, °C   | −23                 | −25                 | −20                 | −11                 | −1                  | 5                   | 9                   | 8                   | 3                   | −2                  | −9                  | −17,8               | −7                  |
| Середня температура, °C | −26                 | −28                 | −23                 | −15                 | −4                  | 2                   | 5                   | 4                   | 1                   | −4                  | −12                 | −11                 | −10                 |
| Середній мінімум, °C    | −29                 | −31                 | −27                 | −19                 | −8                  | −1                  | 1                   | 1                   | −1                  | −7                  | −15                 | −23                 | −13                 |
| Абсолютний мінімум, °C  | −45                 | −43                 | −42                 | −32                 | −25                 | −6                  | −3                  | −6                  | −10                 | −27                 | −30                 | −40                 | −45                 |
| Норма опадів, мм        | 10                  | 0                   | 0                   | 0                   | 0                   | 0                   | 10                  | 10                  | 30                  | 30                  | 10                  | 0                   | 150                 |
| Днів з дощем            | 1                   | 0                   | 0                   | 0                   | 0                   | 1                   | 1                   | 1                   | 4                   | 5                   | 1                   | 0                   | 18                  |
| Вологість повітря, %    | 57                  | 56                  | 62                  | 71                  | 78                  | 83                  | 82                  | 82                  | 82                  | 77                  | 71                  | 62                  | 72                  |
| ----------------------- | ------------------- | ------------------- | ------------------- | ------------------- | ------------------- | ------------------- | ------------------- | ------------------- | ------------------- | ------------------- | ------------------- | ------------------- | ------------------- |
| Джерело: Weatherbase    |                     |                     |                     |                     |                     |                     |                     |                     |                     |                     |                     |                     |                     |

## Назва
Ескімоська назва Кікіктарджуак означає "Великий Острів ". 

## Населення
Населення села Кікіктаржак за переписом 2011 року становить 520 людини і воно майже не змінилося у період від переписів 2006 й 2011 років:
- 2001 рік - 519 осіб [5]

- 2006 рік – 473 особи [5]

- 2011 рік – 520 осіб. [1]

Данні про національний склад населення, рідну мову й використання мов у селі Кейп-Дорсет, отримані під час перепису 2011 року, будуть оприлюднені 24 жовтня 2012 року. Перепис 2006 року дає такі данні:
- корінні жителі – 445 осіб,
- некорінні - 25 осіб.

| Мова              | Кількість населення, осіб |
| Тільки англійська | 25                        |
| Тільки французька | 0                         |
| Інша мова (мови)  | 450                       |

| Мова                                          | Кількість населення, осіб |
| Тільки англійська                             | 410                       |
| Тільки французька                             | 0                         |
| Французька і англійська                       | 10                        |
| Не володіють ані англійською, ані французькою | 60                        |

| Мова                         | Кількість населення, осіб |
| Англійська                   | 25                        |
| Французька                   | 0                         |
| Неофіційна мова              | 445                       |
| Англійська і неофіційна мови | 0                         |

| Мова                         | Кількість населення, осіб |
| Англійська                   | 85                        |
| Неофіційна мова              | 145                       |
| Англійська і неофіційна мови | 0                         |

## Галерея

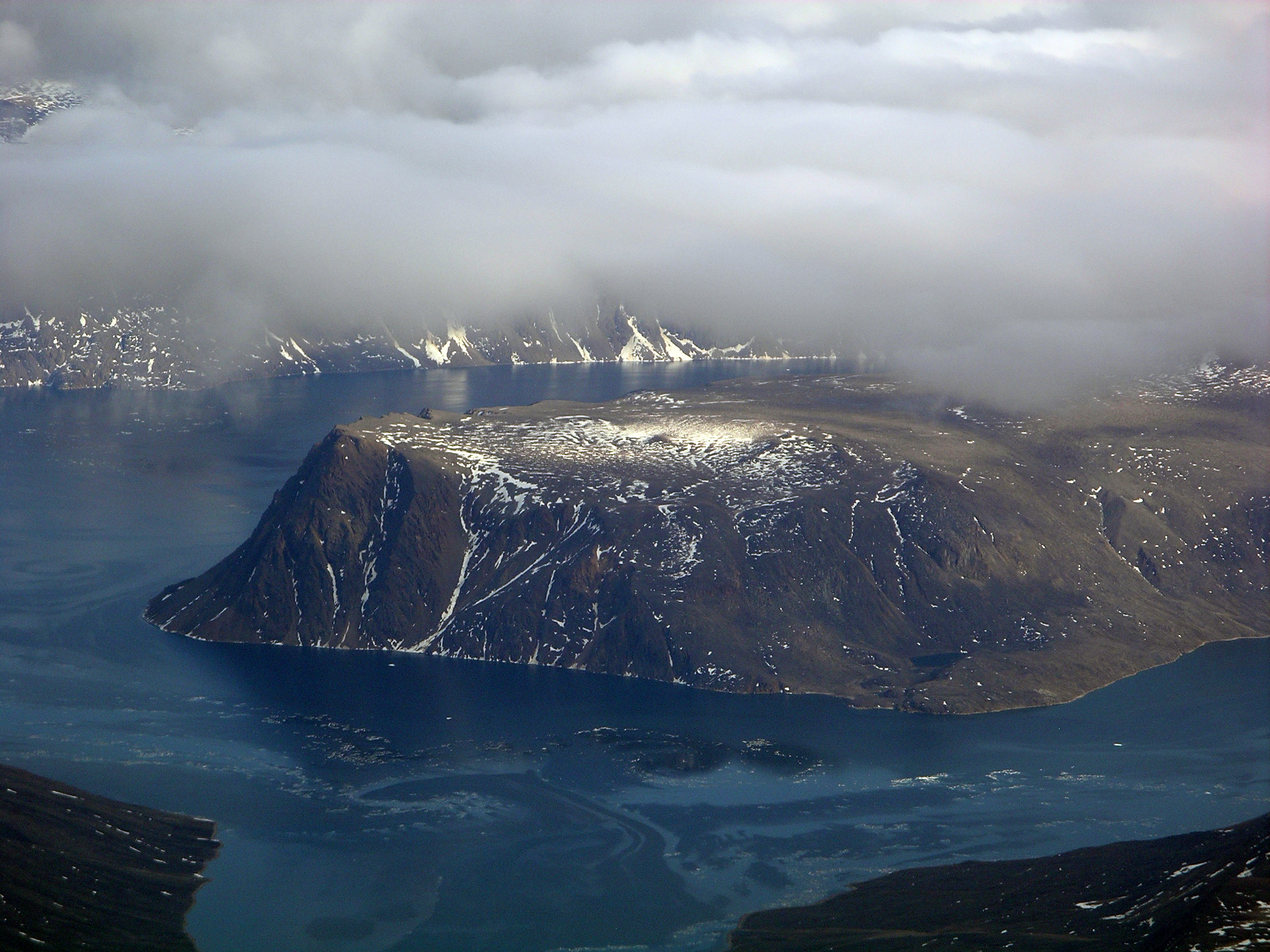
Гори Кікіктарджуак
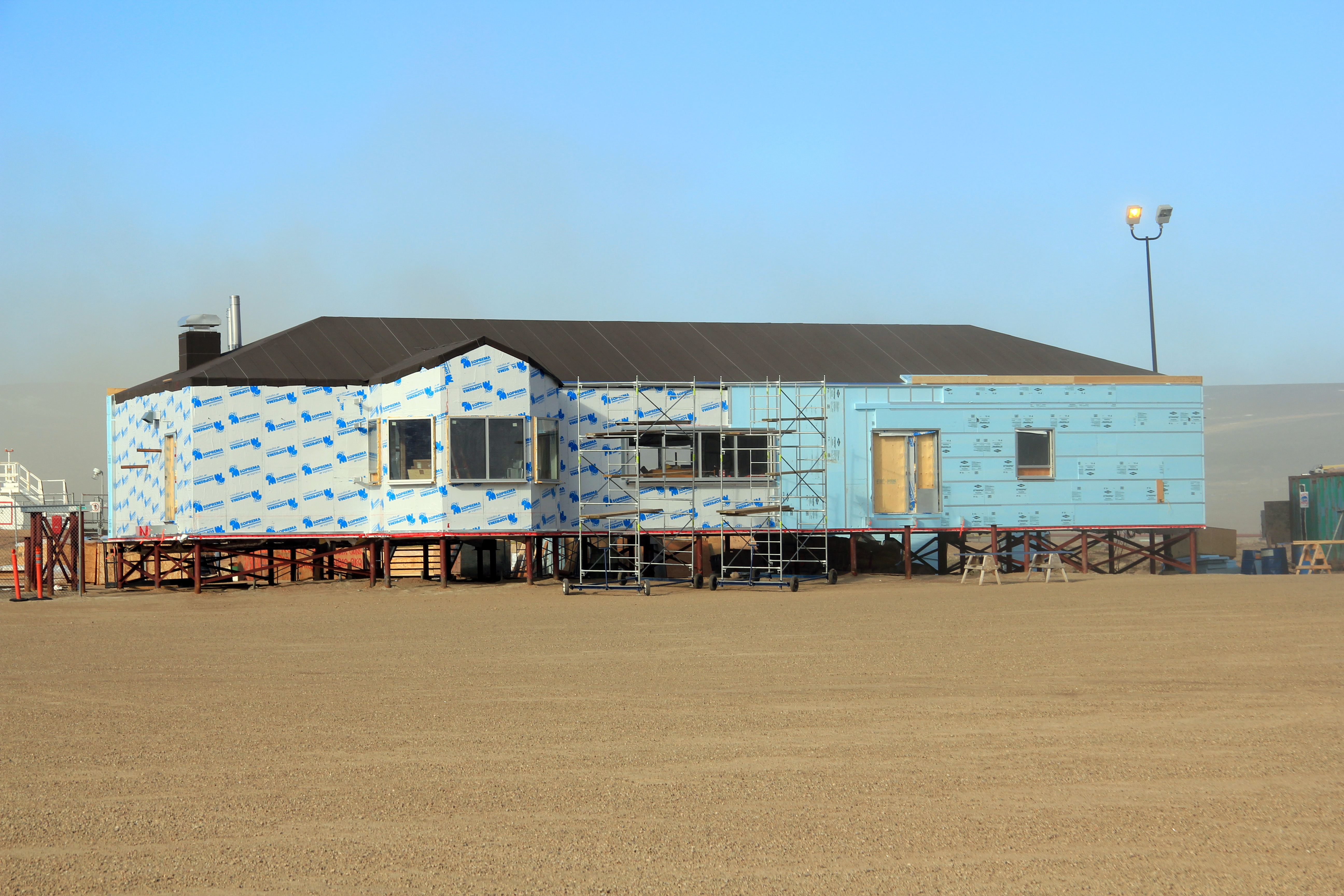
Аеропорт Кікіктарджуак
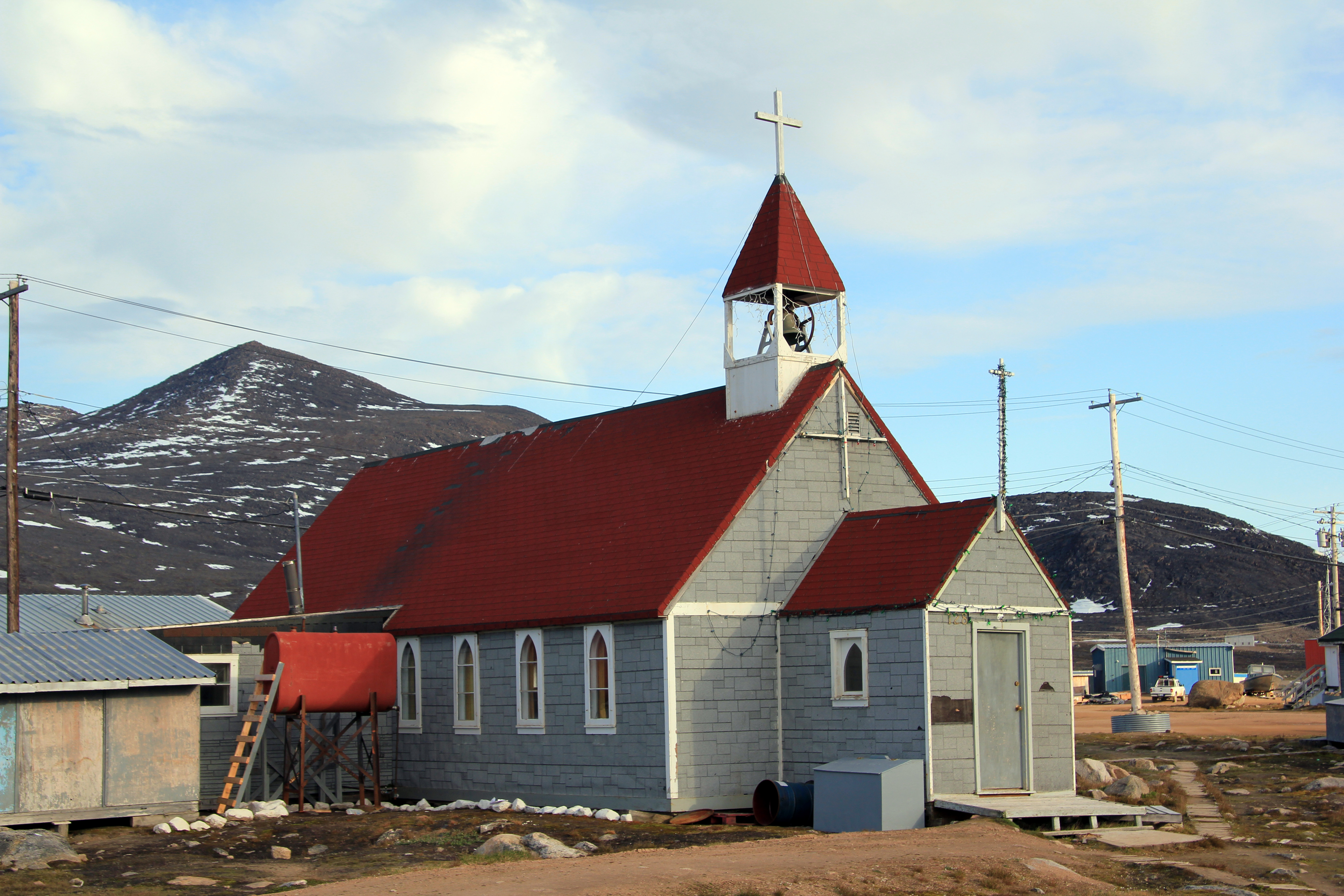
Церква Св. Михайла й усіх Янголів
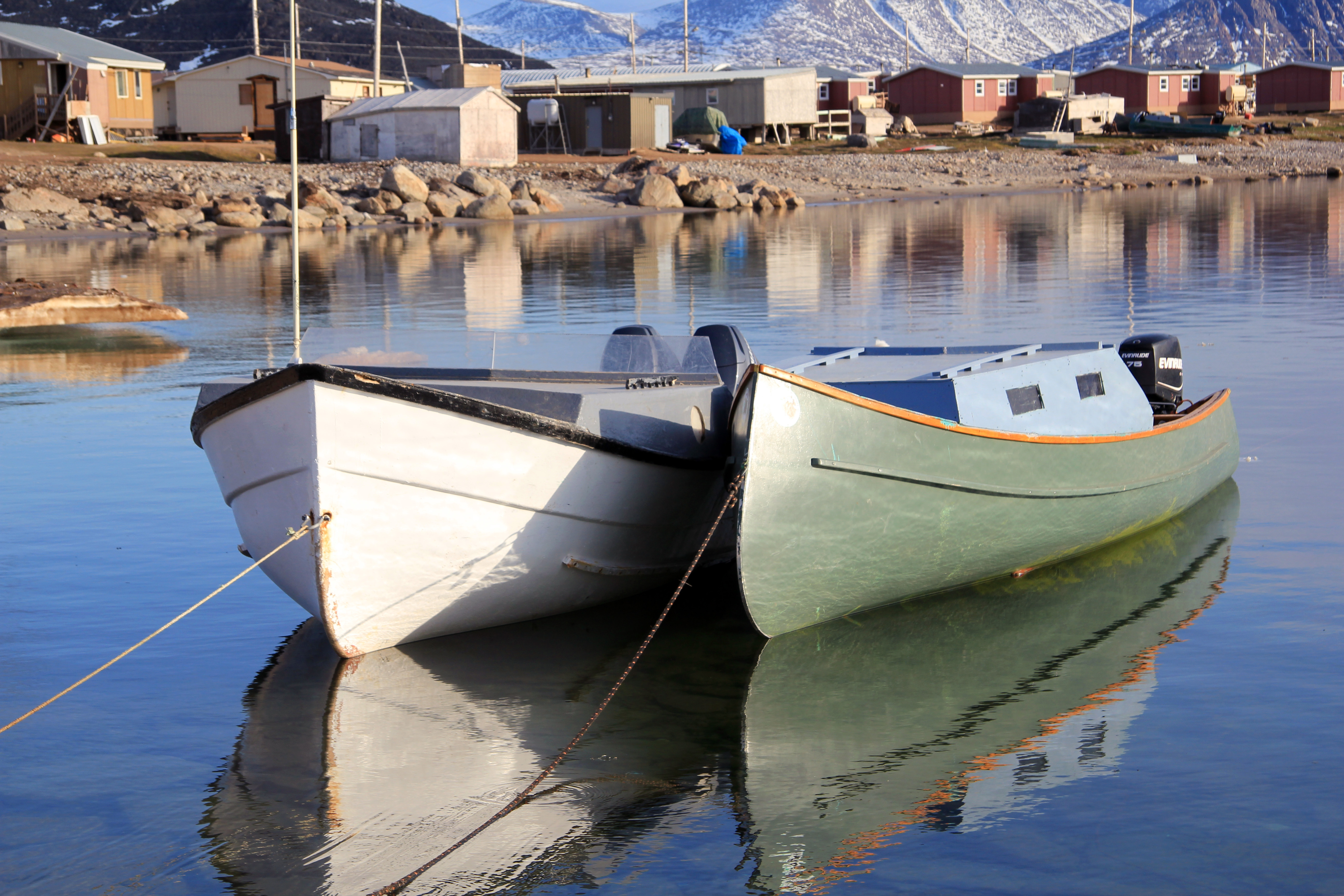
Кікіктарджуак
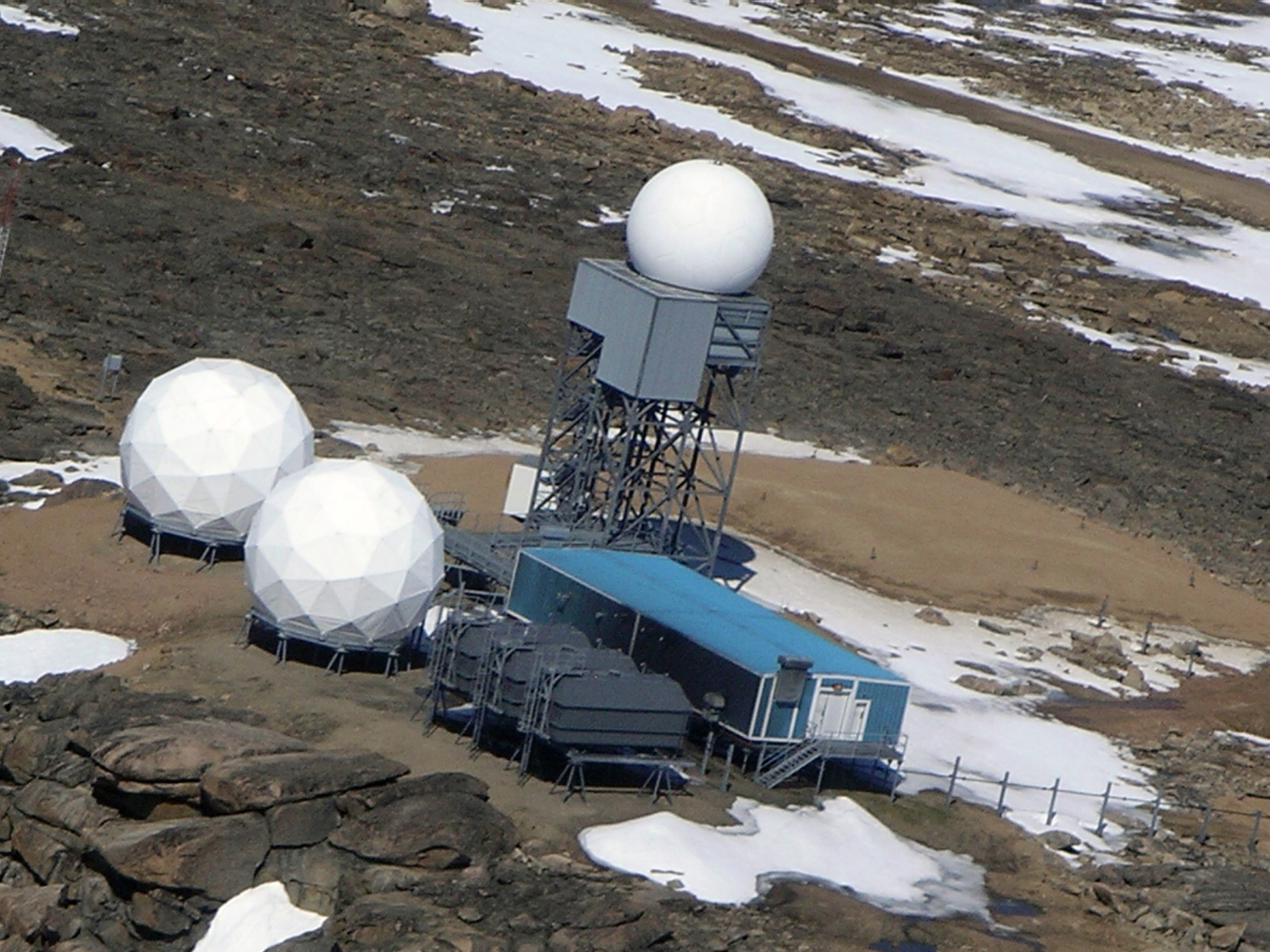
Фокс 5 - Північна система попередження